# The Best of the Grateful Dead
The Best of the Grateful Dead è una raccolta dei successi del gruppo rock californiano The Grateful Dead, pubblicata il 31 marzo 2015 dalla Rhino Records.

## Descrizione
Strutturata in due compact disc, la raccolta include almeno una traccia da ciascun album in studio della band, con i brani presentati in ordine cronologico dal 1967 al 1989, insieme alla versione singolo di Dark Star (registrata nel 1968 come parte delle sessioni dell'album Anthem of the Sun).

### Copertina
La copertina della raccolta è una rielaborazione della celebre illustrazione di Alton Kelly e Stanley Mouse per l'album dal vivo Grateful Dead del 1971.

## Accoglienza
| Recensione | Giudizio |
| ---------- | -------- |
| AllMusic   |          |

Sul sito AllMusic, Stephen Thomas Erlewine scrisse: "[L'album] segue una sequenza strettamente cronologica, quindi ci vuole un po' di tempo prima che la foschia psichedelica si dissolvi e i Dead si sistemino nel solco squadrato e radicale che caratterizzò così gran parte della loro esistenza ... Da lì in poi, molti, ma non tutti, i cavalli di battaglia del gruppo sono presenti, tutti nelle loro incarnazioni in studio ... Celebrando i classici e fornendo spazio per quell'inaspettato ritorno commerciale della fine degli anni '80,  The Best of the Grateful Dead  è una buona capsula del tempo per una band che di solito sfida tali narrazioni convenzionali".

## Tracce
CD 1
1. The Golden Road (To Unlimited Devotion) – 2:11 (Jerry Garcia, Bill Kreutzmann, Phil Lesh, Ron "Pigpen" McKernan, Bob Weir) – The Grateful Dead (1967)
2. Cream Puff War – 2:29 (Garcia) – The Grateful Dead
3. Born Cross-Eyed – 2:24 (Weir) – Anthem of the Sun (1968)
4. Dark Star – 2:42 (Garcia, Mickey Hart, Kreutzmann, Lesh, McKernan, Weir, Robert Hunter) – Non-album single (1968)
5. St. Stephen – 4:27 (Garcia, Lesh, Hunter) – Aoxomoxoa (1969)
6. China Cat Sunflower – 3:41 (Garcia, Hunter) – Aoxomoxoa
7. Uncle John's Band – 4:44 (Garcia, Hunter) – Workingman's Dead (1970)
8. Easy Wind – 4:58 (Hunter) – Workingman's Dead
9. Casey Jones – 4:25 (Garcia, Hunter) – Workingman's Dead
10. Truckin' – 5:07 (Garcia, Lesh, Weir, Hunter) – American Beauty (1970)
11. Box of Rain – 5:19 (Lesh, Hunter) – American Beauty
12. Sugar Magnolia – 3:17 (Weir, Hunter) – American Beauty
13. Friend of the Devil – 3:24 (Garcia, John Dawson, Hunter) – American Beauty
14. Ripple – 4:11 (Garcia, Hunter) – American Beauty
15. Eyes of the World – 5:18 (Garcia, Hunter) – Wake of the Flood (1973)
16. Unbroken Chain – 6:45 (Lesh, Robert Petersen) – From the Mars Hotel (1974)
17. Scarlet Begonias – 4:19 (Garcia, Hunter) – From the Mars Hotel
18. The Music Never Stopped – 4:35 (Weir, John Barlow) – Blues for Allah (1975)
19. Estimated Prophet – 5:36 (Weir, Barlow) – Terrapin Station (1977)

CD 2
1. Terrapin Station – 16:22 (Garcia, Hart, Kreutzmann, Hunter) – Terrapin Station
2. Shakedown Street – 5:00 (Garcia, Hunter) – Shakedown Street (1978)
3. I Need a Miracle – 3:35 (Weir, Barlow) – Shakedown Street
4. Fire on the Mountain – 3:49 (Hart, Hunter) – Shakedown Street
5. Feel Like a Stranger – 5:08 (Weir, Barlow) – Go to Heaven (1980)
6. Far from Me – 3:41 (Brent Mydland) – Go to Heaven
7. Touch of Grey – 5:50 (Garcia, Hunter) – In the Dark (1987)
8. Hell in a Bucket – 5:38 (Weir, Barlow, Mydland) – In the Dark
9. Throwing Stones – 7:21 (Weir, Barlow) – In the Dark
10. Black Muddy River – 6:00 (Garcia, Hunter) – In the Dark
11. Blow Away – 6:11 (Mydland, Barlow) – Built to Last (1989)
12. Foolish Heart – 5:12 (Garcia, Hunter) – Built to Last
13. Standing on the Moon – 5:21 (Garcia, Hunter) – Built to Last

## Formazione
- Jerry Garcia – chitarra, voce
- Bob Weir – chitarra, voce
- Phil Lesh – basso, voce
- Bill Kreutzmann – batteria, percussioni
- Mickey Hart – batteria, percussioni
- Ron "Pigpen" McKernan – organo, armonica, percussioni, voce
- Tom Constanten – tastiere
- Keith Godchaux – tastiere
- Donna Jean Godchaux – voce
- Brent Mydland – tastiere, voce

## Classifiche
| Classifica (2022) | Posizione massima |
| ----------------- | ----------------- |
| Grecia            | 64                |